# Języki zachodnionilotyckie
Języki zachodnionilotyckie – jeden z trzech zespołów języków nilotyckich, używanych od południowo-zachodniej Etiopii i Sudanu Południowego przez północno-wschodnią część Demokratycznej Republiki Konga i północną Ugandę, aż do południowo-zachodniej Kenii i północnej Tanzanii. Zalicza się tu 31 języków.

## Klasyfikacja
- podzespół językowy dinka-nuer – 7 języków
  - grupa dinka – 5 języków
    - Język dinka
      - Język dinka północno-wschodni
      - Język dinka północno-zachodni
      - Język dinka południowo-środkowy
      - Język dinka południowo-wschodni
      - Język dinka południowo-zachodni

  - grupa nuer – 2 języki
    -       - Język nuer
      - Język reel (atuot)
- podzespół językowy luo – 24 języki
  - Języki luo północne – 18 języków
    - 
      - Język anuak

    - Języki bor
      - Język belanda bor

    - Języki dżur
      - Język luwo

    - Języki maban-burun – 12 języków
      - Języki maban – 11 języków
      - Język burun

    - 
      - Język szylluk

    - 
      - Język thuri

    - 
      - Język päri (lokoro)

  - Języki luo południowe – 6 języków
    - 
      - Język adhola

    - Języki kuman
      - Język kumam

    - Języki luo-aczoli
      - Języki alur-aczoli – 3 języki
      - Język luo (luo właściwy)